# Lucio Edilberto Galván Hidalgo
Lucio Edilberto Galván Hidalgo, «Eustaquio», (Huancayo, 7 de julio de 1937 - Cochabamba, 12 de octubre de 1967) fue un guerrillero peruano que integró la Guerrilla de Ñancahuazú, comandada por Ernesto Che Guevara en 1966 - 1967, en el sudeste de Bolivia. Murió en combate el 12 de octubre de 1967.

## Biografía
Nacido en una familia de campesinos pobres en la zona cordillerana central del Perú, integró el Ejército de Liberación Nacional del Perú (ELNP), un grupo guerrillero apoyado por Cuba que en 1963 realizó un frustrado alzamiento en Puerto Maldonado. Luego de ello se relacionó con Juan Pablo Chang, con quien se integró a la Guerrilla de Ñancahuazú, en Bolivia.

### Guerrilla de Ñancahuazú y muerte
Luego de la fallida experiencia del Congo, el Che Guevara organizó un foco guerrillero en Bolivia, donde instaló a partir del 3 de noviembre de 1967, en una zona montañosa cercana a la ciudad de Santa Cruz, en una área que atraviesa el río estacional Ñancahuazú, afluente del importante río Grande (Bolivia).
El grupo guerrillero tomó el nombre de Ejército de Liberación Nacional (ELN) de Bolivia con secciones de apoyo en Argentina, Chile y Perú. Lucio Garvan fue uno de los 3 peruanos que integraron el grupo guerrillero, junto con Restituto José Cabrera Flores y Juan Pablo Chang Navarro.
Fue parte del grupo de diecisiete sobrevivientes que llegaron el 8 de octubre de 1967, comandados por Ernesto Guevara, hasta la Quebrada del Yuro, donde este último sería herido y capturado y asesinado al día siguiente. De la Concepción se encontraba entonces muy enfermo, motivo por el cual Guevara y lo envió con un grupo de enfermos heridos, entre los que estaban Francisco Huanca Flores («Pablo»)Lucio Edilverto Garvan Hidalgo («Eustaquio») y Jaime Arana Campero («Chapaco»), que su pelotón cubriría.
El grupo logró llegar hasta Cajones donde fueron alcanzados por las tropas del ejército boliviano y  ultimados el 12 de octubre de 1967, siendo enterrados clandestinamente.
Sus restos fueron hallados el 17 de diciembre de 1995. y han sido colocados en el Memorial de Ernesto Che Guevara en Santa Clara.